# Palosaari (ö i Finland, Norra Savolax, Nordöstra Savolax, lat 63,21, long 28,51)
Palosaari är en ö i Finland. Den ligger i sjön Suuri Säyneinen och i kommunen Kuopio (tidigare Juankoski) i den ekonomiska regionen  Nordöstra Savolax ekonomiska region  och landskapet Norra Savolax, i den centrala delen av landet, 400 km nordost om huvudstaden Helsingfors. Öns area är 0,7 hektar och dess största längd är 170 meter i nord-sydlig riktning.  Palosaari ligger i sjön Suuri Säyneinen och i kommunen Kuopio (tidigare Juankoski) i sjön Suuri Säyneinen.